# Bugs Bunny Superstar
Bugs Bunny Superstar è un film del 1975 diretto da Larry Jackson. È un film documentario sui Looney Tunes, prodotto e distribuito dalla Hare-Raising Films e uscito negli Stati Uniti il 19 dicembre 1975. Il film è narrato nella versione originale da Orson Welles.

## Generalità
Il film fu il primo documentario ad esaminare la storia dei cartoni animati della Warner Bros., ma è composto in gran parte da una selezione di nove cortometraggi (presentati integralmente) delle serie Looney Tunes e Merrie Melodies usciti negli anni quaranta (può quindi essere considerato un film antologico):
- Rosicchio prende un Oscar (What's Cookin' Doc?) (1944)
- Caccia al coniglio (A Wild Hare) (1940)
- Uno strano concerto (A Corny Concerto) (1943)
- Mi è sembrato di vedere un gatto (I Taw a Putty Tat) (1948)
- Rapsodia in salmì (Rhapsody Rabbit) (1946)
- La gallina, questa sconosciuta (Walky Talky Hawky) (1946)
- Il mio papero preferito (My Favorite Duck) (1942)
- La lepre che drizza i capelli (Hair-Raising Hare) (1946)
- Vecchi ricordi (The Old Grey Hare) (1944)

Esso comprende anche interviste con alcuni leggendari registi della Leon Schlesinger Productions: Friz Freleng, Tex Avery e soprattutto Robert Clampett, che sta sullo schermo per più tempo.
Bugs Bunny Superstar fu seguito da una serie di film d'animazione antologici sui Looney Tunes che iniziò nel 1979 con Super Bunny in orbita!. Tuttavia, a differenza di essi, non fu distribuito dalla Warner Bros., e include esclusivamente cortometraggi che all'epoca erano di proprietà della United Artists come parte del catalogo di film Warner pre-1949 dell'Associated Artists Productions.

## Produzione
Clampett, la cui collezione di disegni, film e memorabilia dei tempi d'oro di Termite Terrace era leggendaria, fornì quasi tutti i disegni e le riprese amatoriali per il film; inoltre, sua moglie Sody è accreditata come coordinatrice della produzione. Il regista Larry Jackson ha affermato che, al fine di garantire la partecipazione di Clampett e l'accesso alla sua collezione, dovette firmare un contratto che prevedeva che Clampett presentasse il documentario e avesse l'approvazione sul montaggio finale. Jackson – che ha sostenuto che Clampett fosse molto riluttante a parlare degli altri registi e dei loro contributi – intendeva intervistare Robert McKimson, Mel Blanc e Chuck Jones per il film, ma per vari motivi nessuno dei tre fu coinvolto.

## Distribuzione
Il film venne distribuito al cinema anche in Brasile il 9 gennaio 1976, con il titolo Pernalonga, o superstar.

### Edizione italiana
L'edizione italiana del film fu trasmessa direttamente su Rai 1 il 2 ottobre 1992. Il doppiaggio italiano fu eseguito dallo Studio Riz e diretto da Roberto Rizzi. Per la maggior parte dei corti furono usati i doppiaggi già esistenti (eseguiti a Milano), mentre altri furono doppiati appositamente.

## Edizioni home video

### DVD
In America del Nord il film è stato pubblicato in DVD diviso in due parti, come contenuto speciale nei dischi 1 e 2 di Looney Tunes Golden Collection: Volume 4, e autonomamente il 15 novembre 2012 per la Warner Archive Collection. Quest'ultima edizione presenta come extra il commento audio del regista e una galleria di immagini.